# Stephan Grossmann
Stephan Grossmann, född 2 september 1971 i Dresden, är en tysk skådespelare.
Grossmann växte upp i Moritzburg i dåvarande Östtyskland. 1990 började han studera vid Högskolan för film och TV i Potsdam. Han har varit verksam vid ett flertal tyska teatrar, bland annat Berliner Ensemble och Deutsches Theater i Berlin. Därutöver har han medverkat i ett flertal filmer och TV-serier. Han har bland annat varit med i flera avsnitt av de tyska kriminalserierna Tatort och Polizeiruf 110.
Sedan 2010 har han spelat karaktären Heinz Peter Görlitz i TV-serien Weissensee.

## Filmografi (Urval)
- 2002: Das beste Stück
- 2005: Knallhart
- 2006: Doktor Martin
- 2006: GG 19 – Deutschland in 19 Artikeln
- 2007: Der Dicke
- 2007: Großstadtrevier
- 2007: Pastewka
- 2008: Polizeiruf 110 - Geliebter Mörder
- 2008: Stolberg (TV-serie) – Freund und Helfer
- 2008: Tatort – Salzleiche
- 2008: Commissario Laurenti
- 2008: Haus und Kind
- 2008: Salami Aleikum
- 2008: Wilsberg – Royal Flush
- 2009: Der Mann aus der Pfalz
- 2009: SOKO Leipzig
- 2009: Flemming – Das hohe Lied
- 2009: Für meine Kinder tu' ich alles
- 2009: Die Akte Golgatha
- 2009: Schaumküsse
- 2010: Ein starkes Team
- 2010: Polizeiruf 110 – Kapitalverbrechen
- 2010: Liebe und andere Delikatessen
- 2010: SOKO Stuttgart – Unter Verdacht
- 2010: Krimi.de
- 2010: Notruf Hafenkante – Geld oder Liebe
- 2010: Danni Lowinski
- 2010: Rosa Roth – Trauma
- sedan 2010: Weissensee
- 2010: Mein Song für dich
- 2011: Ein guter Sommer
- 2011: Über uns das All
- 2011: Tatort – Der Tote im Nachtzug
- 2012: Zum Kuckuck mit der Liebe
- 2012: Mann kann, Frau erst recht
- 2012: München 72 – Das Attentat
- 2012: Wilsberg – Halbstark
- 2012: Die letzte Spur
- seit 2012: Heiter bis tödlich: Alles Klara
- 2012: Bis zum Horizont, dann links!
- 2012: Tatort – Dinge, die noch zu tun sind
- 2013: Marie Brand und die offene Rechnung
- 2013: Donna Leon Commissario Brunetti – Auf Treu und Glauben
- 2013: Unter Verdacht - Türkische Früchtchen
- 2013: Bella Block
- 2013: Tatort – Die Fette Hoppe